# Moores Mill, Alabama
Moores Mill je nevključeno naselje in cenzusno določen kraj, ki se nahaja v okrožju Madison v ameriški zvezni državi Alabama.
Leta 2000 je naselje imelo 5.178 prebivalcev na 35,9 km².